# Linotte mélodieuse
Linaria cannabina
Espèce
Statut de conservation UICN

 LC  : Préoccupation mineure

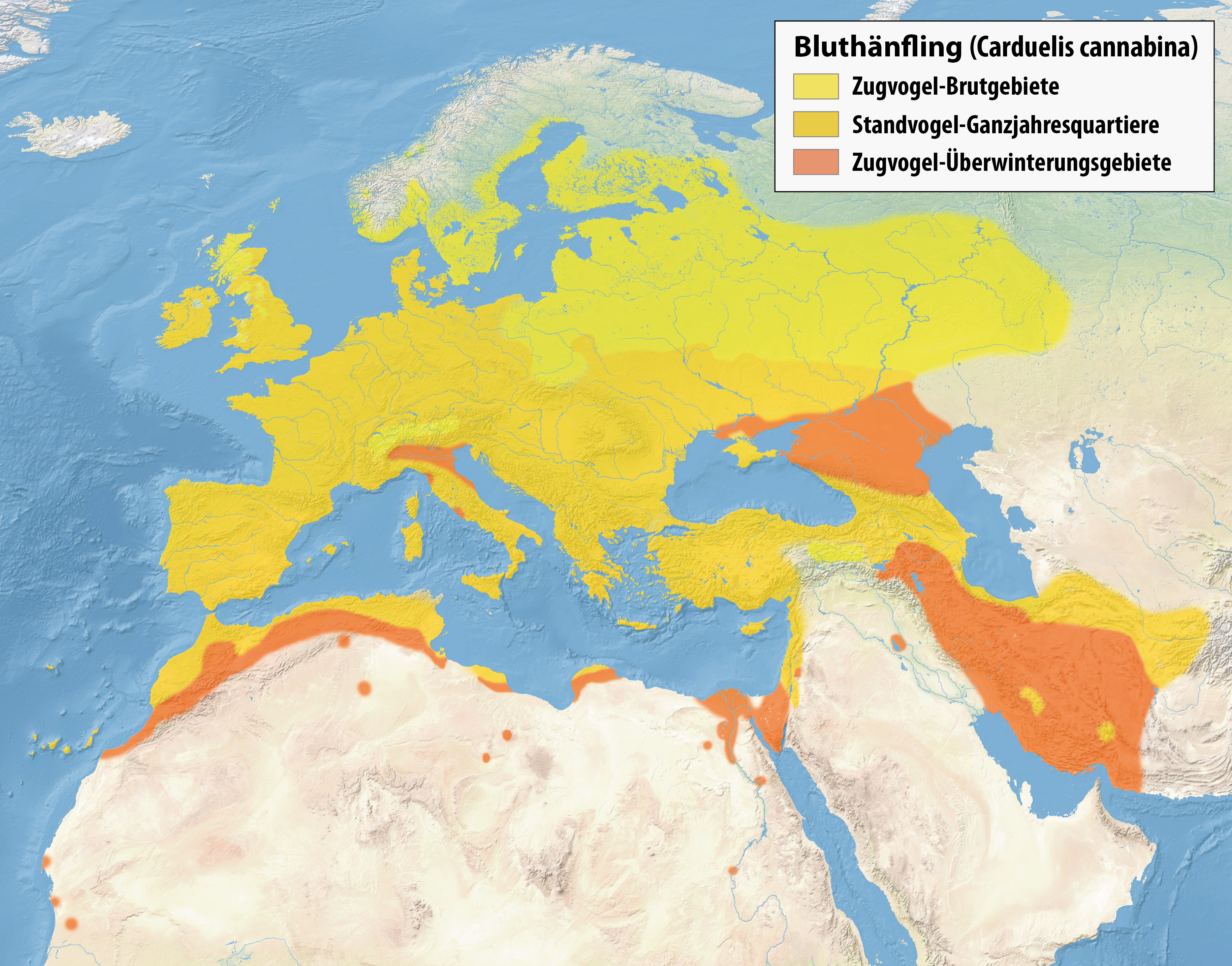

La Linotte mélodieuse (Linaria cannabina, anciennement Carduelis cannabina) est une petite espèce de passereaux bruns, à la poitrine rosée de la famille des fringillidés. Son gazouillis est agréable et doux, son vol vif et léger.
Hôte typique des espaces agricoles extensifs, c'est une espèce nicheuse des milieux semi-ouverts de plaine ou de montagne. 

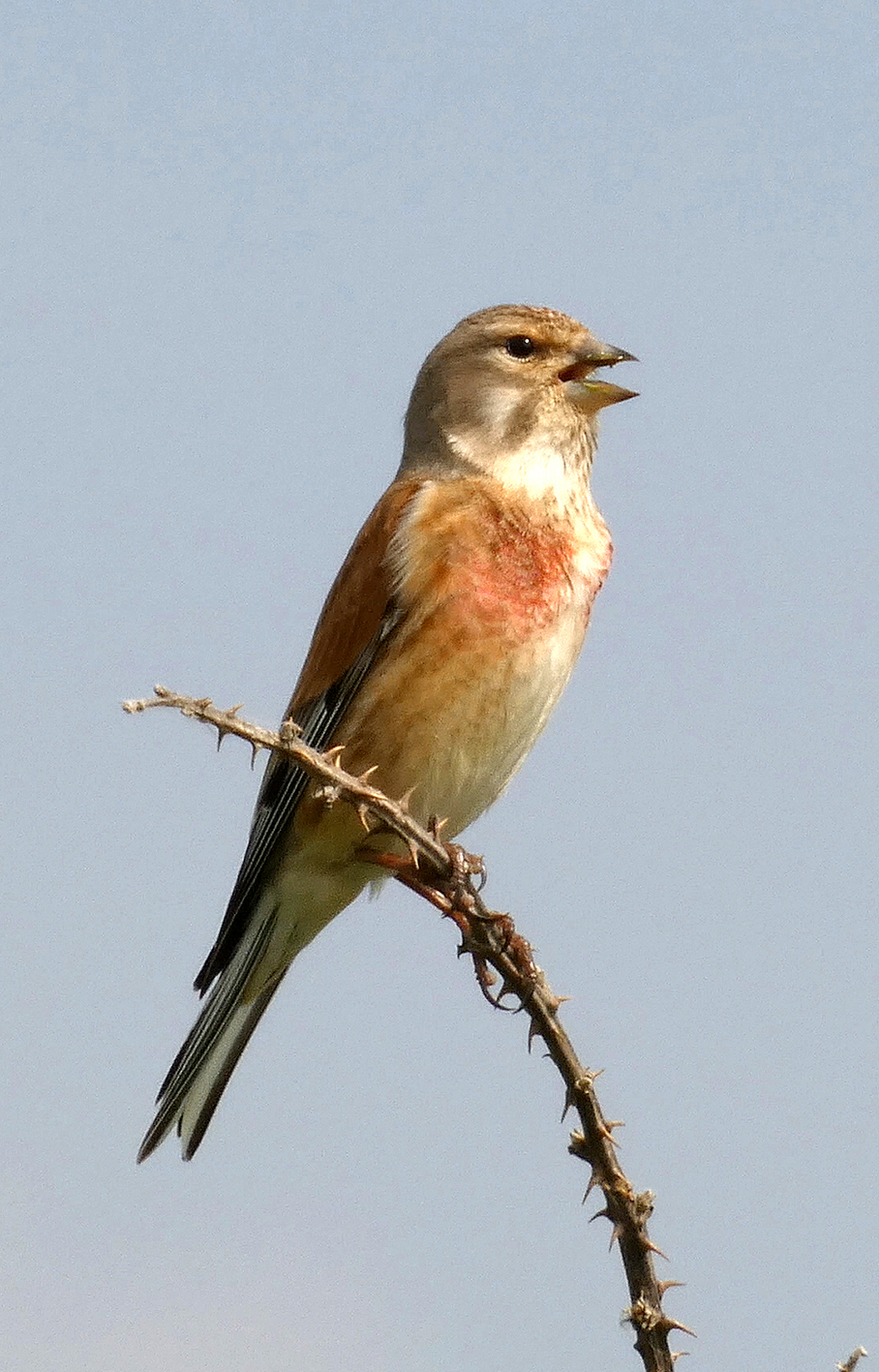
Une Linotte mélodieuse mâle chante pour défendre son territoire.

## Description

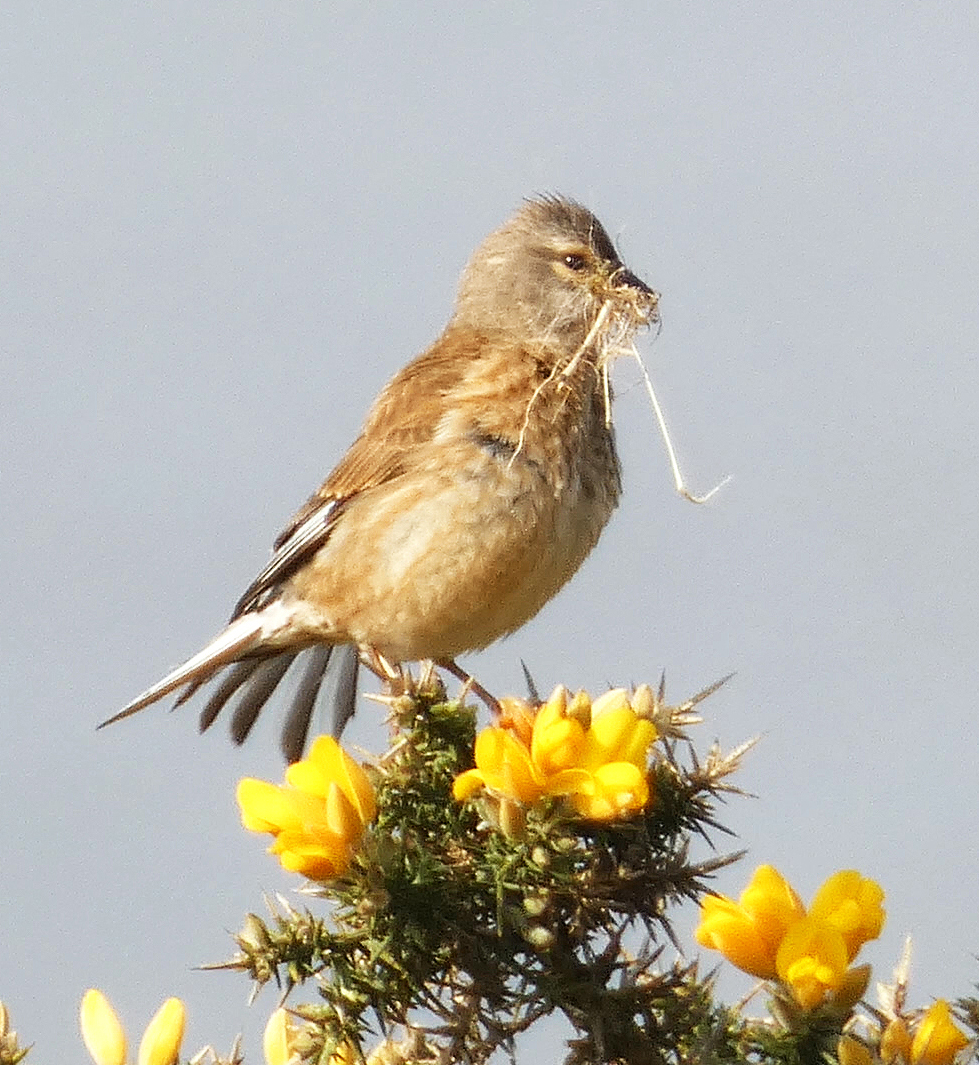
Construction du nid.

La Linotte mélodieuse mesure environ 13 cm de la tête à la queue pour un poids d'environ 18 g. Cette espèce présente un dimorphisme sexuel : le mâle arborant une coloration rose intense au niveau du front et de la poitrine, absente chez la femelle. Ce dimorphisme disparaît en hiver, rendant donc les deux sexes identiques durant cette période. Les jeunes ressemblent aux femelles, mais ils ont le dessus marqué de fines stries. Le plumage gris, beige et brun se confond idéalement avec la couleur terre et paille des champs couverts de chaumes et revêt alors une valeur mimétique certaine. 

## Distribution
La Linotte mélodieuse est nicheuse en Europe occidentale, en Afrique du nord-ouest et en Asie Mineure (Turquie, Caucase) avec une poche isolée en Asie centrale (Iran, Afghanistan, Kazakhstan oriental, etc.). En Europe de l'Ouest (de l'Espagne à l'Ukraine), elle est présente toute l'année dans les climats méditerranéens et tempérés. Les populations de Russie occidentale et du sud de la Scandinavie sont migratrices (visiteuses d'été) alors que l'espèce n'est présente qu'en hiver dans certaines parties de l'Afrique du Nord et du Moyen-Orient.

## Déplacements
En France, dès la fin-juillet, les Linottes mélodieuses deviennent nettement grégaires et peuvent alors former des troupes comptant parfois plusieurs centaines d’oiseaux. Ces rassemblements restent formés tout l’hiver et visitent les vignobles, les friches, les chaumes, les labours, les prés non cultivés et même les terrains militaires et les aérodromes. La population française est principalement migratrice même si certains individus semblent rester sur le territoire et devenir erratiques,, vagabondant çà et là en fonction des disponibilités alimentaires des milieux ouverts ; elles fuient en revanche l’enneigement prolongé. À l’automne, le passage débute entre les derniers jours d’août et la mi-septembre ; il culmine en octobre et s’achève à la mi-novembre. En plaine, les effectifs observés au passage sont nettement inférieurs à ceux en altitude.

## Habitat
La Linotte mélodieuse fréquente les zones découvertes à végétation buissonnante, la campagne cultivée notamment à proximité des haies, les terres arables entourées de broussailles et de buissons, les fourrés et les landes broussailleuses, les plantations de jeunes conifères, les vergers et les jardins.
En France, bien que l'espèce soit nicheuse dans la grande majorité du pays, les populations sont plus clairsemées dans certains secteurs (Sud-Ouest, Vallée du Rhône, Vosges, Corse, etc.). Elle recherche avant tout les espaces ouverts où domine une végétation herbacée de préférence basse, voire rase ou absente, parsemée de quelques buissons. On trouve les densités les plus fortes là où alternent friches, labours, jachères, vignobles et de nombreux talus et chemins agricoles, ces derniers permettant l’existence de diverses graminées et plantes pionnières, fort appréciées par l’espèce. On peut aussi la trouver commune dans les tourbières, vignobles, gravières, alpages, terrains vagues, landes ou friches industrielles.

## Alimentation
La Linotte mélodieuse consomme essentiellement des graines (crucifères, graminées, chardons, bourgeons) qu’elle prélève directement sur le plant ou qu’elle glane, plus souvent, sur le sol. Le nom "Linotte" proviendrait d'ailleurs du fait que l'oiseau est friand de graines de lin. Le mot cannabina, du latin cannabis, fait référence au chanvre qui fait également partie de l'alimentation de l'espèce. Les graines de colza peuvent représenter une part importante de l'alimentation des jeunes. 

## Voix
Bossus & Charron (1998) ont décrit le chant ainsi : « Le gazouillis de la Linotte frappe tout d’abord par la grande richesse de ses motifs : il combine roulades, notes flûtées, trilles, sons pincés, sans jamais laisser à l’auditeur la moindre chance de prévoir la suite de ses enchaînements. Même la durée d’une strophe varie beaucoup. Le chant du mâle se donne en solo, en duo ou en chœur car le grégarisme de l’espèce persiste pendant toute la période de reproduction. »

## Parade nuptiale
Bien que le mâle chante parfois en vol, l’essentiel de sa parade a lieu au sommet d’un buisson, sur une clôture de jardin voire le toit d’une maison. En parade, le mâle débite ses strophes grinçantes et gazouillées particulièrement mélodieuses, en bombant le torse pour exhiber le rouge de sa poitrine tout en agitant les ailes et en étalant la queue bordée de blanc. Il se pose généralement à côté de la femelle, sur un perchoir dégagé et peu élevé, puis l’accouplement a lieu à l’issue de cette démonstration.

## Nidification
La Linotte mélodieuse installe un nid fait à la va-vite, pas très loin du sol, sans trop sembler se préoccuper de le dissimuler aux yeux des prédateurs. Cela lui vaut cette utilisation péjorative de son nom dans le langage des humains : « tête de linotte ».
Le nid consiste en une assise de brindilles et de rameaux avec une coupe de brins d’herbes sèches et de tiges de graminées (parfois encore avec leurs épillets), tapissée intérieurement de duvet végétal (aigrettes de plantes herbacées) et animal (laine, crin, poils). Il est habituellement placé à faible hauteur (entre un mètre et un mètre cinquante), aussi bien sur un buisson à feuillage caduc (souvent un prunellier) que sur un jeune conifère (habituellement un épicéa). Il contient généralement quatre à six œufs blancs légèrement bleutés, tachetés et ponctués de noir et de brun roux avec, le plus souvent, des sous-taches grises.

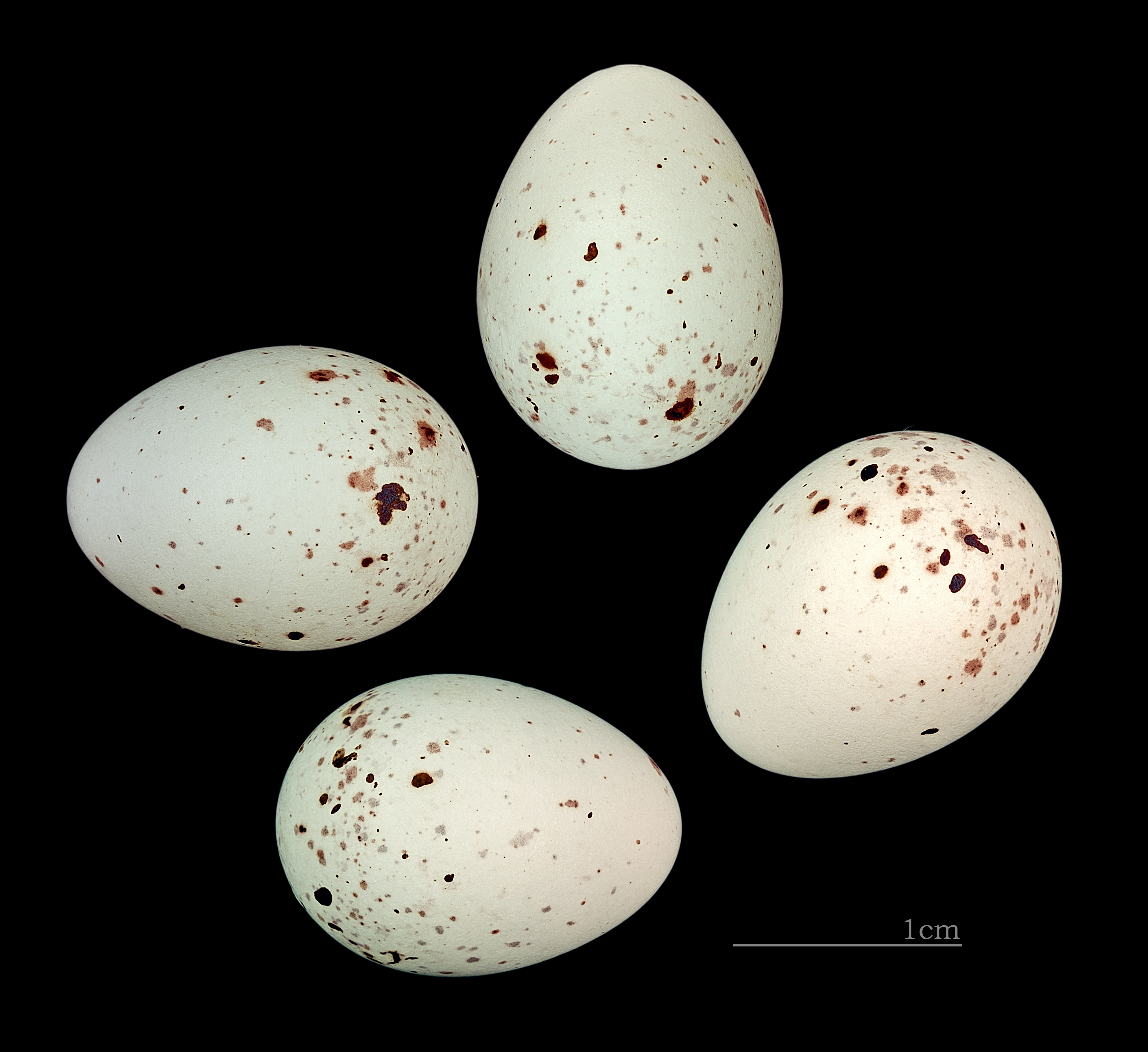
Œufs de Carduelis cannabina cannabina Muséum de Toulouse
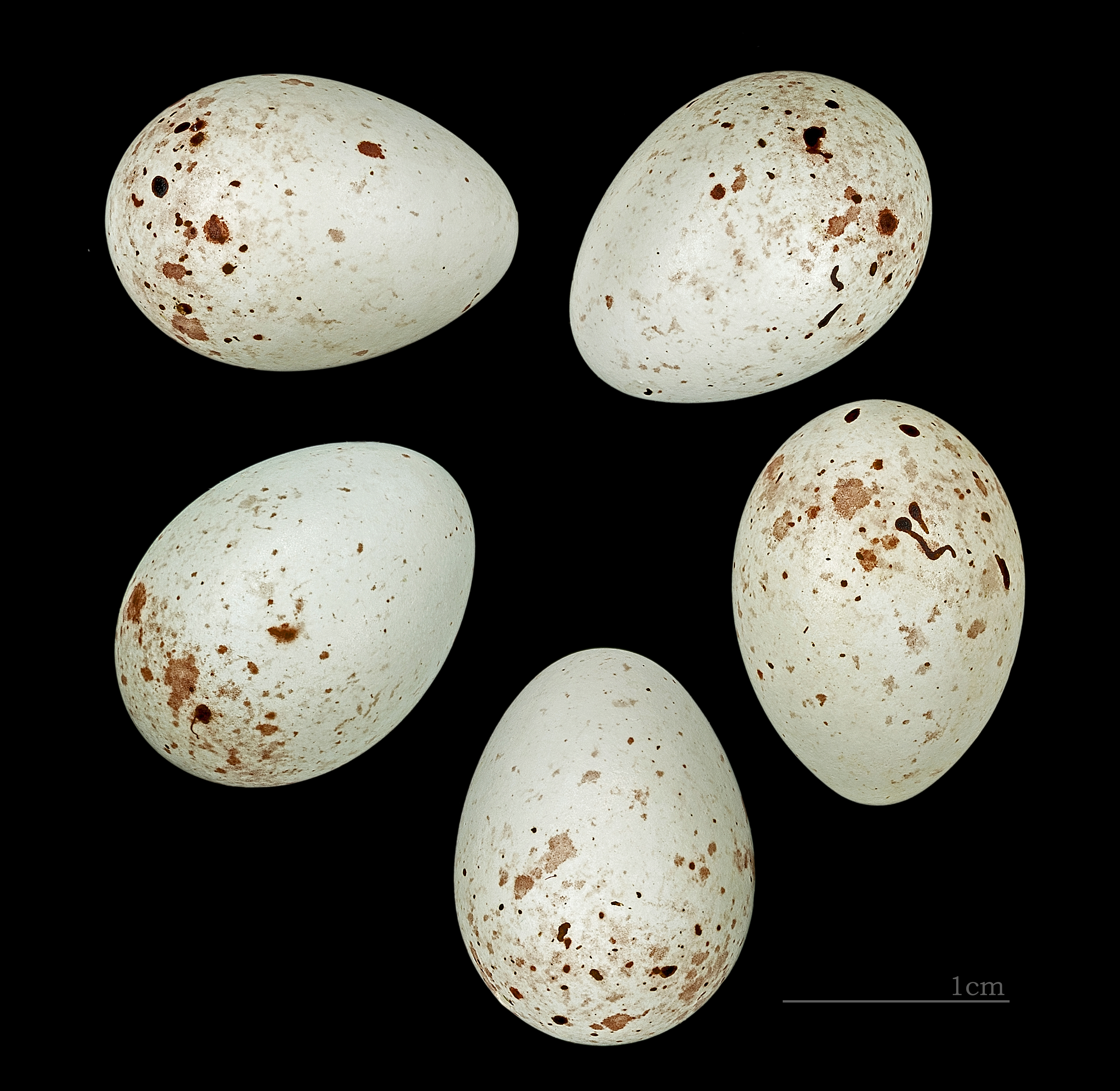
Œufs de Carduelis cannabina meadewaldoi Muséum de Toulouse
- Couple de linottes.
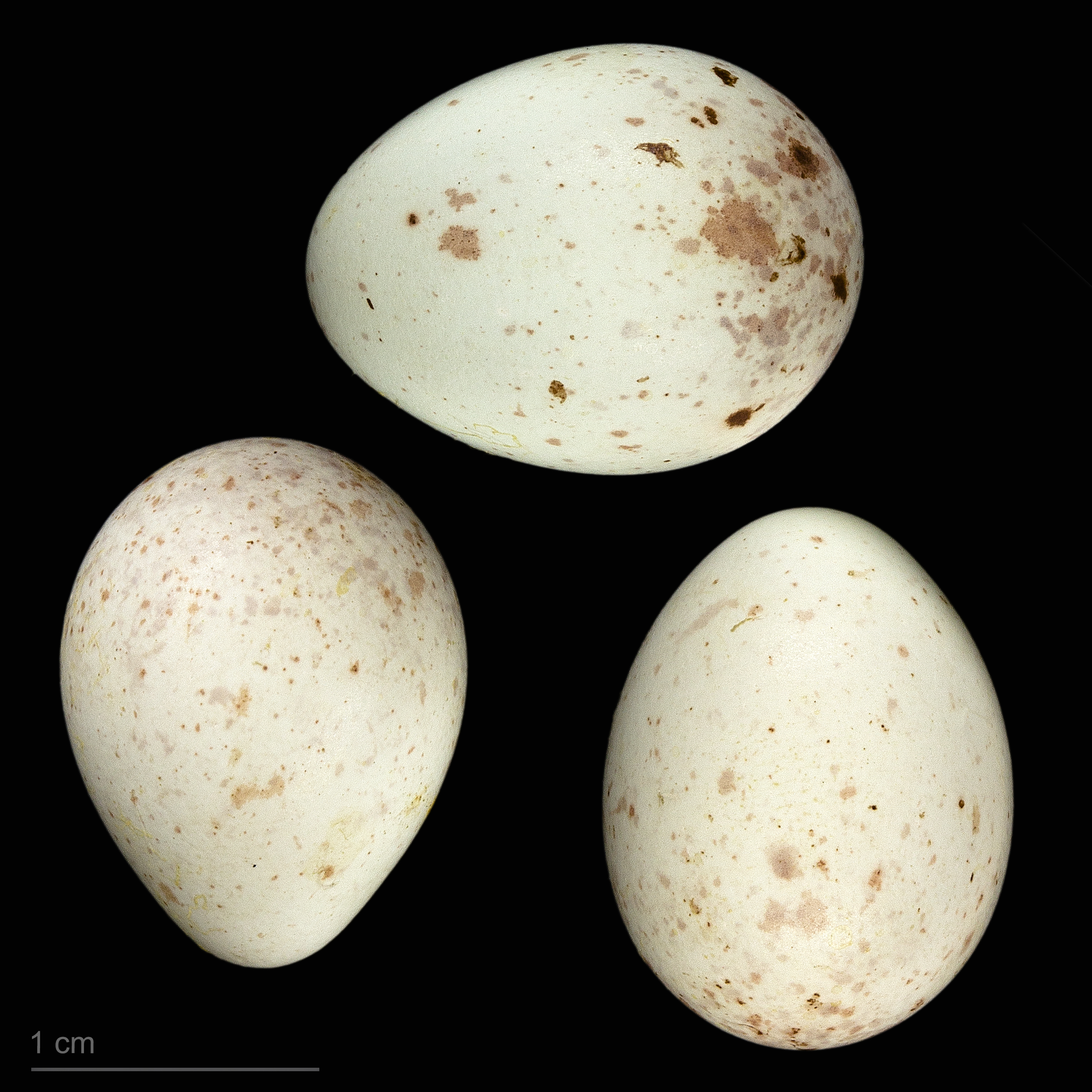
Oeufs de Linaria cannabina mediterranea - Muséum de Toulouse

## Systématique
Le nom binominal Linaria cannabina (Linnaeus, 1758) (recommandé par le Congrès ornithologique international classification 3.3) ne fait pas l'unanimité.[réf. nécessaire] Le nom binominal de Carduelis cannabina reste le plus usité.
L'espèce a été décrite par le naturaliste suédois Carl von Linné en 1758 sous le nom initial de Fringilla cannabina.

### Synonymie
Fringilla cannabina Linné, 1758 (protonyme)

### Noms vernaculaires
- Linotte mélodieuse
- Linotte de vignes
- Linot

### Sous-espèces
D'après le Congrès ornithologique international, cette espèce est constituée des sept sous-espèces suivantes :
- L. c. autochthona (Clancey, 1946) : Écosse ;
- L. c. cannabina (Linné, 1758) : Europe occidentale avec les îles Britanniques, sud de la Scandinavie, Russie jusqu’aux environs des monts Oural, Afrique du Nord, Proche-Orient, ouest de la Turquie et la plupart des îles de la Méditerranée (Baléares, Corse, Sardaigne, Sicile, Crète, Chypre) ;
- L. c. bella (Brehm, 1845) : centre et est de la Turquie, Proche-Orient, Caucase, nord de l’Iran, sud de la mer Caspienne puis, de façon discontinue, nord de l’Afghanistan et du Pakistan, Tadjikistan, Kirghizistan, Tarbagataï, monts Tian, sud-est du Kazakhstan, nord-ouest du Xinjiang, Altaï ;
- L. c. mediterranea (Tschusi, 1903) ; du bassin et des îles de la Méditerranée ;
- L. c. nana Tschusi, 1901 : Madère ;
- L. c. meadewaldoi (Hartert, 1901) : îles Canaries occidentales (Tenerife, Grande Canarie, La Gomera, Hierro, La palma) ;
- L. c. harterti (Bannerman, 1913) : îles Canaries orientales (Lanzarote, Fuerteventura, La Graciosa, Alegranza).

L’ancienne forme C. c. fringillirostris (Bonaparte & Schlegel, 1850), toujours reconnue par les auteurs kazakhs (Gavrilov & Gavrilov 2005), est maintenant incluse dans la sous-espèce C. c. bella. La forme C. c. guentheri Wolters, 1953 de Madère, est reprise dans la sous-espèce nana.

## Statut
Les premiers changements de distribution, d’habitats et de sites de nidification ont été observés en Finlande dès les années 1970. Un déclin important des effectifs a été signalé en même temps que le perfectionnement du machinisme agricole. La fenaison mécanique des herbages rasant tout couvert, a fortement limité la disponibilité des ressources alimentaires. Les populations de Linottes mélodieuses ont dû alors s’adapter à de nouveaux biotopes abritant encore des plantes adventices comme des zones industrielles désaffectées, des lieux incultes et des décombres. En France dans les départements à vocation agricole, on peut faire ce même constat depuis les années 1980 où le recul des populations s’explique par l’évolution du paysage rural. L’éradication des haies et l’emploi inconsidéré des herbicides visant à éliminer les « mauvaises herbes » sont particulièrement préjudiciables à l’espèce.
- La dernière liste rouge des oiseaux de France (mai 2011) élaborée par l'UICN en partenariat avec le Muséum National d'Histoire Naturelle et la Ligue pour la Protection des Oiseaux classe la Linotte mélodieuse comme « vulnérable » pour la France.

Une autre menace, particulière au sud-ouest de la France, vient des captures massives lors de la migration. Au cours de leur migration, les Linottes mélodieuses suivent certaines voies migratoires avec d’autres fringilles (pinsons, verdiers, chardonnerets) passant par le Bassin aquitain. Là, des habitants des Landes continuent à les capturer au filet rabattant et à la matole (sorte de cage sans fond retombant sur l’oiseau). Autrefois, dans les restaurants de la région, on trouvait couramment à l’automne des brochettes de petites alouettes qui n’étaient autres que des linottes (localement appelés « linots »). Ces captures n’étaient pas officiellement autorisées mais simplement tolérées. En 1975, la commercialisation fut interdite et cette tolérance supprimée, mais les captures continuent et la commercialisation se poursuit sous le manteau. Il se capture encore annuellement dans cette région un nombre important de linottes, verdiers et pinsons : 115 000 selon les chasseurs, 250 000 au moins selon les protecteurs.
À ce sujet, Allain Bougrain-Dubourg, président de la LPO, accompagné d’administrateurs et d’adhérents de la LPO Aquitaine, s’est rendu sur plusieurs installations de ces pièges et a procédé à la libération de Pinsons des arbres, espèce protégée mais traditionnellement consommée dans les Landes, ainsi que d’autres petits fringilles tous protégés par la loi (Linotte mélodieuse, Chardonneret élégant, Verdier d'Europe).
La législation française impose une protection de toutes ces espèces par la loi du 10 juillet 1976 et par l’arrêté ministériel du 29 octobre 2009. Sont ainsi formellement prohibés sur tout le territoire métropolitain et en tout temps :
- la destruction intentionnelle ou l'enlèvement des œufs et des nids.
- la destruction, la mutilation intentionnelles, la capture ou l'enlèvement des oiseaux dans le milieu naturel.
- la perturbation intentionnelle des oiseaux.
- l'altération ou la dégradation des sites de reproduction et des aires de repos des animaux.
- la détention, le transport, la naturalisation, le colportage, la mise en vente, la vente ou l'achat, l'utilisation commerciale ou non des spécimens d'oiseaux prélevés dans le milieu naturel.

Les infracteurs sont des délinquants passibles d'une amende de 15 000 € et d'un emprisonnement d'un an (L 415-3 du Code de l'environnement).
Pourtant les services de l'État n’interviennent pas pour faire cesser cette pratique d’un autre âge. La LPO réclame donc :
- le rétablissement de l’état de droit, dans les Landes comme ailleurs ;
- le maintien et le respect de la législation actuelle, indispensable au bon état de la conservation de ces espèces[6].

### Photos

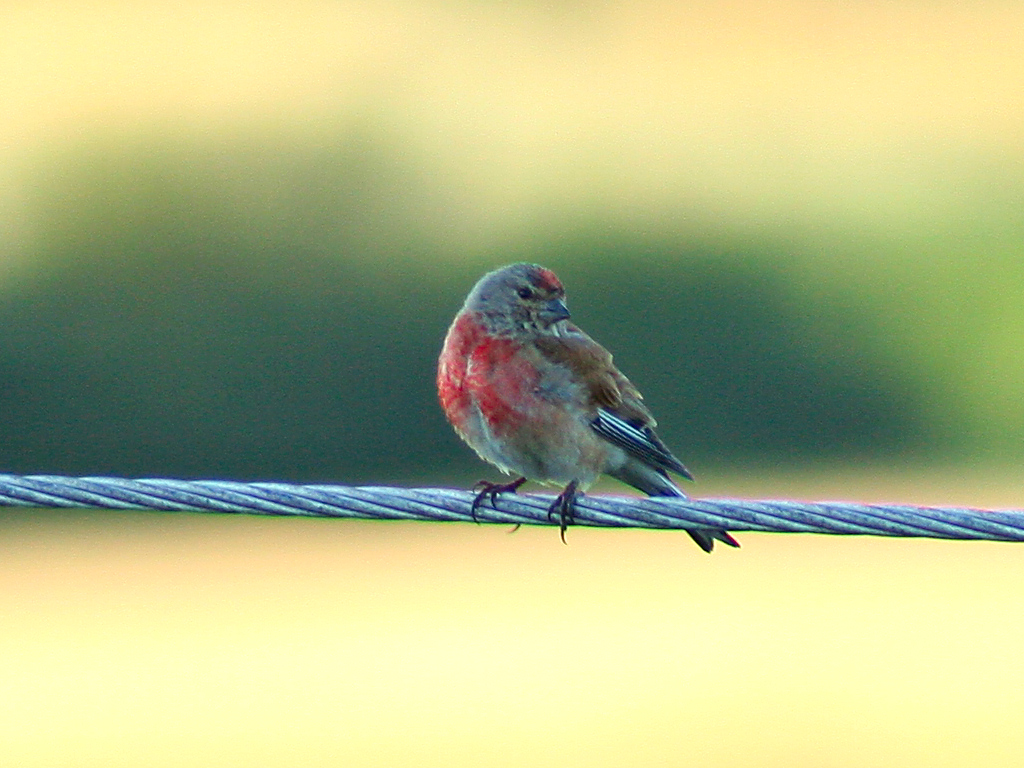
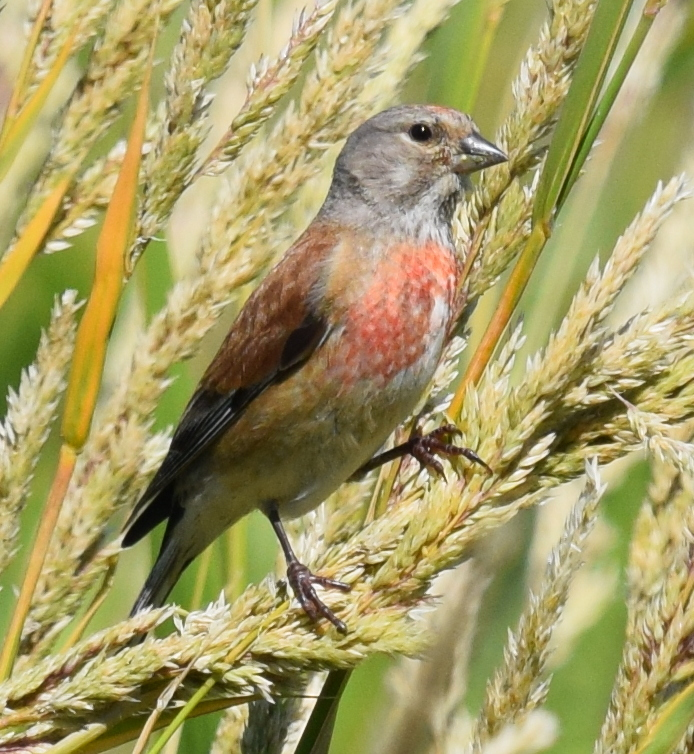
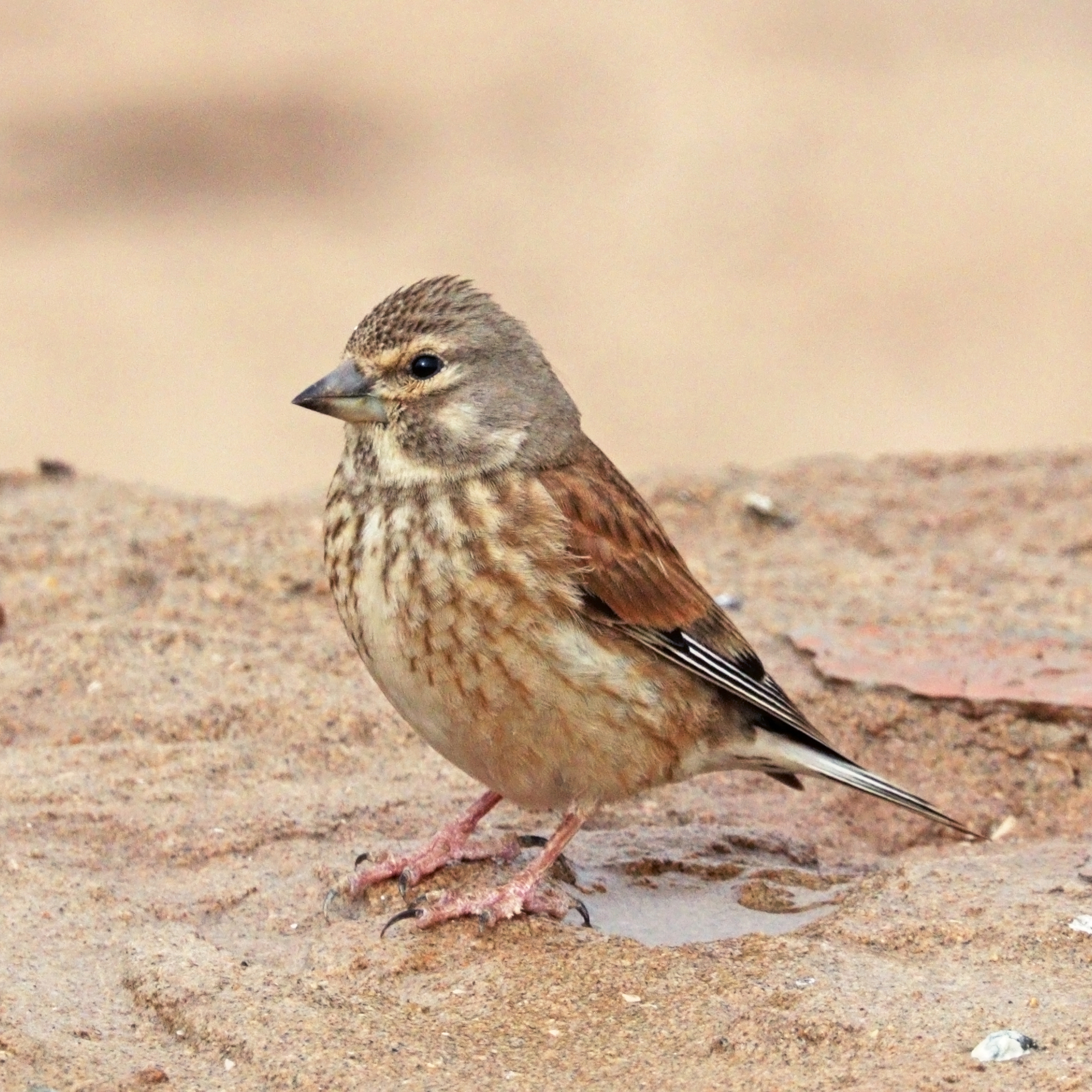
Juvenile
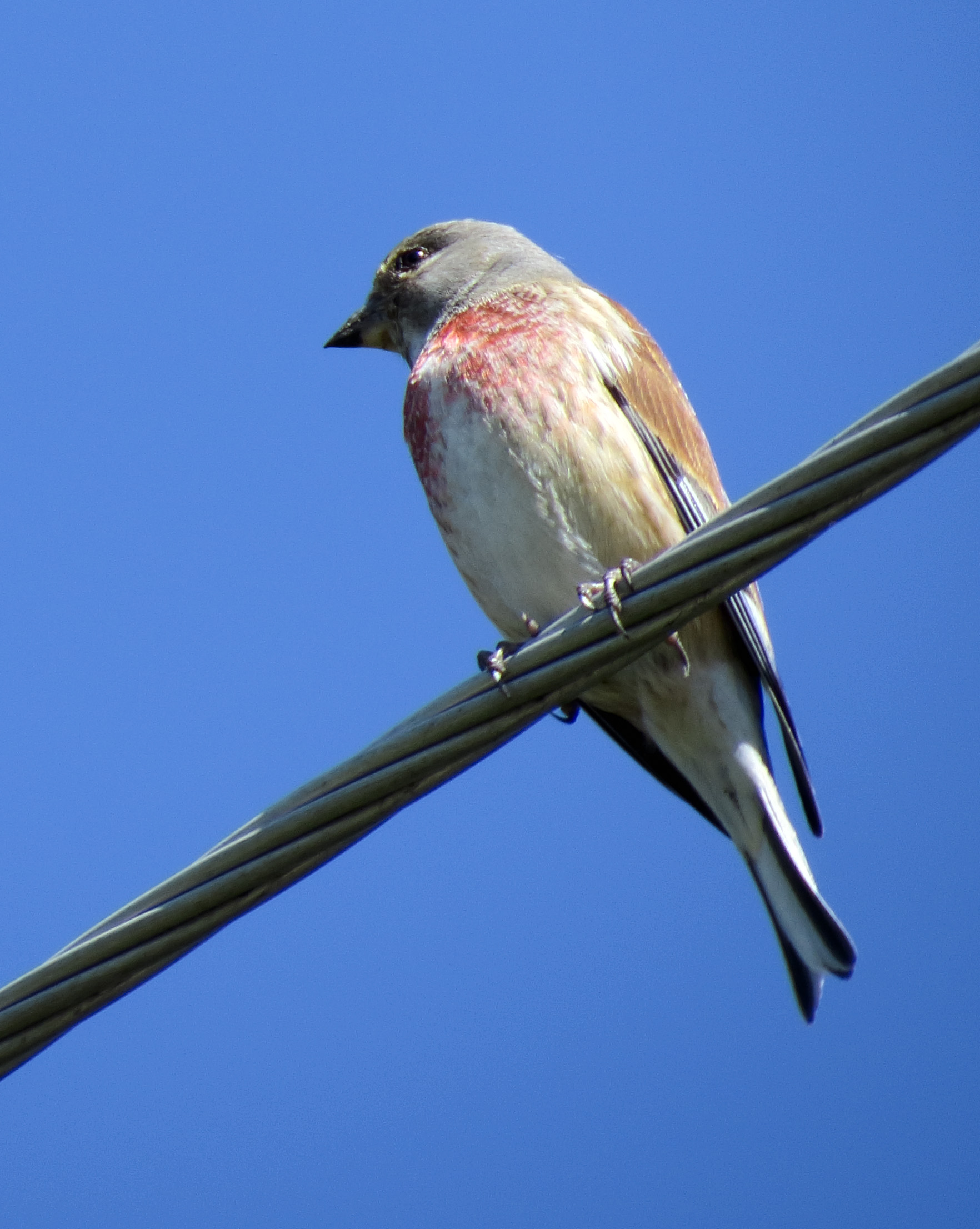
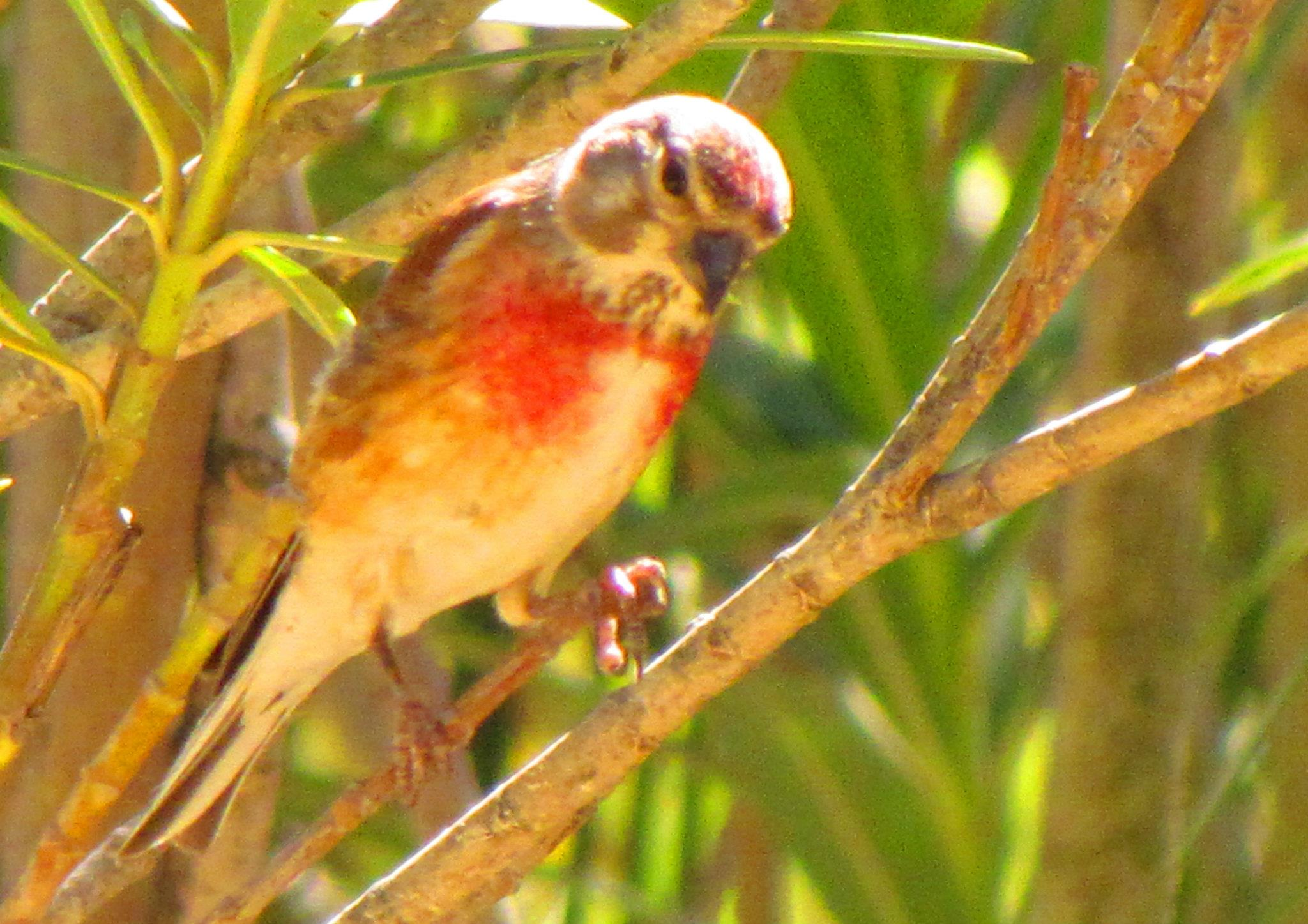
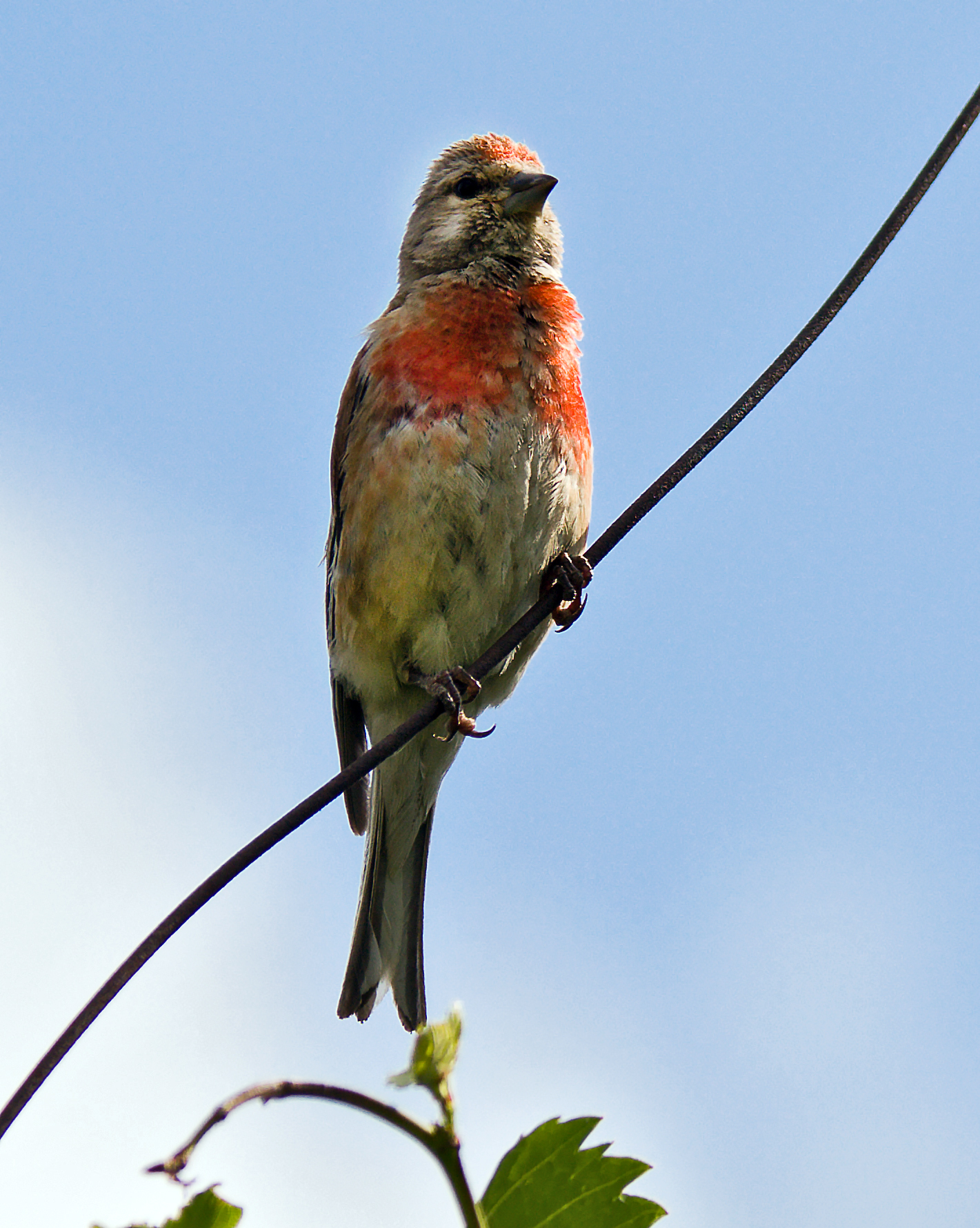